# Paramastax mutilata
Paramastax mutilata is een rechtvleugelig insect uit de familie Eumastacidae. De wetenschappelijke naam van deze soort is voor het eerst geldig gepubliceerd in 1838 door Serville.